# Gran Premio d'Italia 1960
Il Gran Premio d'Italia 1960 si è svolto domenica 4 settembre 1960 a Monza.

## Vigilia
La stagione 1960 di Formula 1 era stata frustrante per la Ferrari: correndo con la obsoleta Dino 246, una vettura dotata ancora di motore anteriore, opposta alla tendenza progettuale che voleva oramai vetture dotate di motore posteriore, che avevano mostrato maggiore competitività, la Ferrari aveva archiviato, fino ad allora, solo risultati deludenti, non ottenendo nessuna vittoria.
Vedendo la possibilità che la Ferrari vincesse la prima gara stagionale proprio a Monza, gli organizzatori italiani decisero di elevare ulteriormente l'unico vantaggio della Ferrari: la velocità in rettilineo. Venne così deciso di riemplementare il circuito ovale, detto anello ad alta velocità e dotato di curve inclinate, rendendo così ancora più veloce il circuito di Monza.
Citando la fragilità delle loro vetture, i pericoli dovuti all'anello ad alta velocità e poiché il campionato era praticamente già nelle mani di Jack Brabham (anche se in questa gara Bruce McLaren sarebbe ancora stato aritmeticamente in corsa per il mondiale), i principali team ufficiali britannici dell'epoca, Lotus, BRM e Cooper, decisero di boicottare l'evento, che comportò la necessità di iscrivere alla corsa vetture di partecipanti privati e auto di Formula 2.

## Qualifiche
| Pos | N° | Pilota             | Auto                  | Squadra                    | Tempo  | Distacco |
| --- | -- | ------------------ | --------------------- | -------------------------- | ------ | -------- |
| 1   | 20 | Phil Hill          | Ferrari               | Scuderia Ferrari           | 2:41.4 | -        |
| 2   | 18 | Richie Ginther     | Ferrari               | Scuderia Ferrari           | 2:43.3 | +1.9     |
| 3   | 16 | Willy Mairesse     | Ferrari               | Scuderia Ferrari           | 2:43.9 | +2.5     |
| 4   | 2  | Giulio Cabianca    | Cooper-Castellotti    | Scuderia Castellotti       | 2:49.3 | +7.9     |
| 5   | 36 | Giorgio Scarlatti  | Cooper-Maserati       | Scuderia Castellotti       | 2:49.7 | +8.3     |
| 6   | 22 | Wolfgang von Trips | Ferrari               | Scuderia Ferrari           | 2:51.9 | +10.5    |
| 7   | 6  | Brian Naylor       | JBW-Maserati          | JB Naylor                  | 2:52.4 | +11.0    |
| 8   | 4  | Gino Munaron       | Cooper-Castellotti    | Scuderia Castellotti       | 2:53.1 | +11.7    |
| 9   | 34 | Alfonso Thiele     | Cooper-Maserati       | Scuderia Centro Sud        | 2:56.6 | +15.2    |
| 10  | 26 | Hans Herrmann      | Porsche               | Porsche System Engineering | 2:58.3 | +16.9    |
| 11  | 8  | Arthur Owen        | Cooper-Climax         | Privato                    | 3:01.5 | +20.1    |
| 12  | 24 | Edgar Barth        | Porsche               | Porsche KG                 | 3:02.1 | +20.7    |
| 13  | 10 | Wolfgang Seidel    | Cooper-Climax         | Privato                    | 3:07.0 | +25.6    |
| 14  | 28 | Fred Gamble        | Behra-Porsche-Porsche | Camoradi International     | 3:10.6 | +29.2    |
| 15  | 12 | Piero Drogo        | Cooper-Climax         | Scuderia Colonia           | 3:11.9 | +30.5    |
| 16  | 30 | Vic Wilson         | Cooper-Climax         | Equipe Prideux             | 3:16.5 | +35.1    |
| 17  | 14 | Horace Gould       | Maserati              | H.H. Gould                 | -      | -        |

## Gara
Resoconto
La lotta per la vittoria era già ridotta fin dall'inizio alle sole Ferrari.
Ginther al via passò Hill, partito in pole position, e condusse la gara fino al giro 26, quando fu superato dallo stesso Phil Hill, che mantenne poi il comando fino alla fine vincendo la gara. I due, con il compagno di squadra Willy Mairesse, ottennero così una storica tripletta per la Ferrari a Monza.
Il boicottaggio dei team inglesi permise anche alla Scuderia Castellotti di segnare i suoi unici punti validi per il campionato del mondo con Giulio Cabianca, grazie al quarto posto ottenuto con la sua Cooper T51, arrivato due giri dietro Phil Hill e davanti alla quarta auto della Scuderia Ferrari, condotta da Wolfgang von Trips, classificato quinto. Completa la zona punti Hans Herrmann, che chiuse al sesto posto, a tre giri da Hill. Fu la prima vittoria per un pilota statunitense in un Gran Premio da quando fu istituito il campionato di Formula Uno nel 1950 al di fuori della 500 miglia di Indianapolis, e l'ultima di una vettura a motore anteriore in Formula Uno. Nessuno dei piloti al via aveva ottenuto in precedenza una vittoria in Formula 1; si tratta dell'unico Gran Premio nella storia di questo sport in cui è avvenuto ciò, se si esclude il primo in assoluto, il Gran Premio di Gran Bretagna 1950, e la 500 Miglia di Indianapolis 1950, dove, in entrambe le occasioni, tutti i piloti erano esordienti.

### Risultati
I risultati del GP sono stati i seguenti:
| Pos | N° | Pilota             | Costruttore/Motore    | Giri | Tempo/Ritiro    | Griglia | Punti |
| --- | -- | ------------------ | --------------------- | ---- | --------------- | ------- | ----- |
| 1   | 20 | Phil Hill          | Ferrari               | 50   | 2:21:09.2       | 1       | 8     |
| 2   | 18 | Richie Ginther     | Ferrari               | 50   | +2:27.6         | 2       | 6     |
| 3   | 16 | Willy Mairesse     | Ferrari               | 49   | +1 giro         | 3       | 4     |
| 4   | 2  | Giulio Cabianca    | Cooper-Castellotti    | 48   | +2 giri         | 4       | 3     |
| 5   | 22 | Wolfgang von Trips | Ferrari               | 48   | +2 giri         | 6       | 2     |
| 6   | 26 | Hans Herrmann      | Porsche               | 47   | +3 giri         | 10      | 1     |
| 7   | 24 | Edgar Barth        | Porsche               | 47   | +3 giri         | 12      |       |
| 8   | 12 | Piero Drogo        | Cooper-Climax         | 45   | +5 giri         | 15      |       |
| 9   | 10 | Wolfgang Seidel    | Cooper-Climax         | 44   | +6 giri         | 13      |       |
| 10  | 28 | Fred Gamble        | Behra-Porsche-Porsche | 41   | +9 giri         | 14      |       |
| Rit | 6  | Brian Naylor       | JBW-Maserati          | 41   | Cambio          | 7       |       |
| Rit | 34 | Alfonso Thiele     | Cooper-Maserati       | 32   | Cambio          | 9       |       |
| Rit | 4  | Gino Munaron       | Cooper-Castellotti    | 27   | Motore          | 8       |       |
| Rit | 36 | Giorgio Scarlatti  | Cooper-Maserati       | 26   | Motore          | 5       |       |
| Rit | 30 | Vic Wilson         | Cooper-Climax         | 23   | Motore          | 16      |       |
| Rit | 8  | Arthur Owen        | Cooper-Climax         | 0    | Incidente       | 11      |       |
| NP  | 14 | Horace Gould       | Maserati              |      | Condotto d'olio | 17      |       |

## Statistiche

### Piloti
- 1ª pole position per Phil Hill;
- 1ª vittoria per Phil Hill;
- 1° podio per Richie Ginther;
- 1° e unico podio per Willy Mairesse;
- 1º Gran Premio per Vic Wilson;
- 1° e unico Gran Premio per Piero Drogo, Fred Gamble, Arthur Owen e Alfonso Thiele
- Ultimo Gran Premio per Horace Gould, Giulio Cabianca e Gino Munaron;

### Costruttori
- 30ª vittoria per la Ferrari
- 6a tripletta per la Ferrari[2]
- Unica tripletta per la Ferrari nel Gran Premio d'Italia[2]
- Ultimo Gran Premio per la Behra-Porsche

### Motori
- 30° vittoria per il motore Ferrari
- Ultimo Gran Premio per il motore Castellotti

### Giri al comando
- Richie Ginther (1-25)
- Phil Hill (26-50)

## Classifiche Mondiali

### Piloti
| Pos | Pilota             | Punti |
| --- | ------------------ | ----- |
| 1   | Jack Brabham       | 40    |
| 2   | Bruce McLaren      | 33    |
| 3   | Phil Hill          | 15    |
| 4   | Innes Ireland      | 12    |
| 5   | Stirling Moss      | 11    |
| 6   | Olivier Gendebien  | 10    |
|     | Wolfgang von Trips | 10    |
| 8   | Jim Rathmann       | 8     |
|     | Richie Ginther     | 8     |
|     | Jim Clark          | 8     |
| 11  | Tony Brooks        | 7     |
| 12  | Rodger Ward        | 6     |
|     | Cliff Allison      | 6     |
|     | John Surtees       | 6     |
| 15  | Graham Hill        | 4     |
|     | Paul Goldsmith     | 4     |
|     | Willy Mairesse     | 4     |
| 18  | Carlos Menditeguy  | 3     |
|     | Giulio Cabianca    | 3     |
|     | Don Branson        | 3     |
|     | Henry Taylor       | 3     |
| 22  | Johnny Thomson     | 2     |
|     | Jo Bonnier         | 2     |
| 24  | Eddie Johnson      | 1     |
|     | Hans Herrmann      | 1     |
|     | Ron Flockhart      | 1     |
|     | Lucien Bianchi     | 1     |

### Costruttori
| Pos | Team               | Punti   |
| --- | ------------------ | ------- |
| 1   | Cooper-Climax      | 48 (54) |
| 2   | Lotus-Climax       | 28 (29) |
| 3   | Ferrari            | 26 (27) |
| 4   | BRM                | 6       |
| 5   | Cooper-Maserati    | 3       |
|     | Cooper-Castellotti | 3       |
| 7   | Porsche            | 1       |